# Список песен Лорд

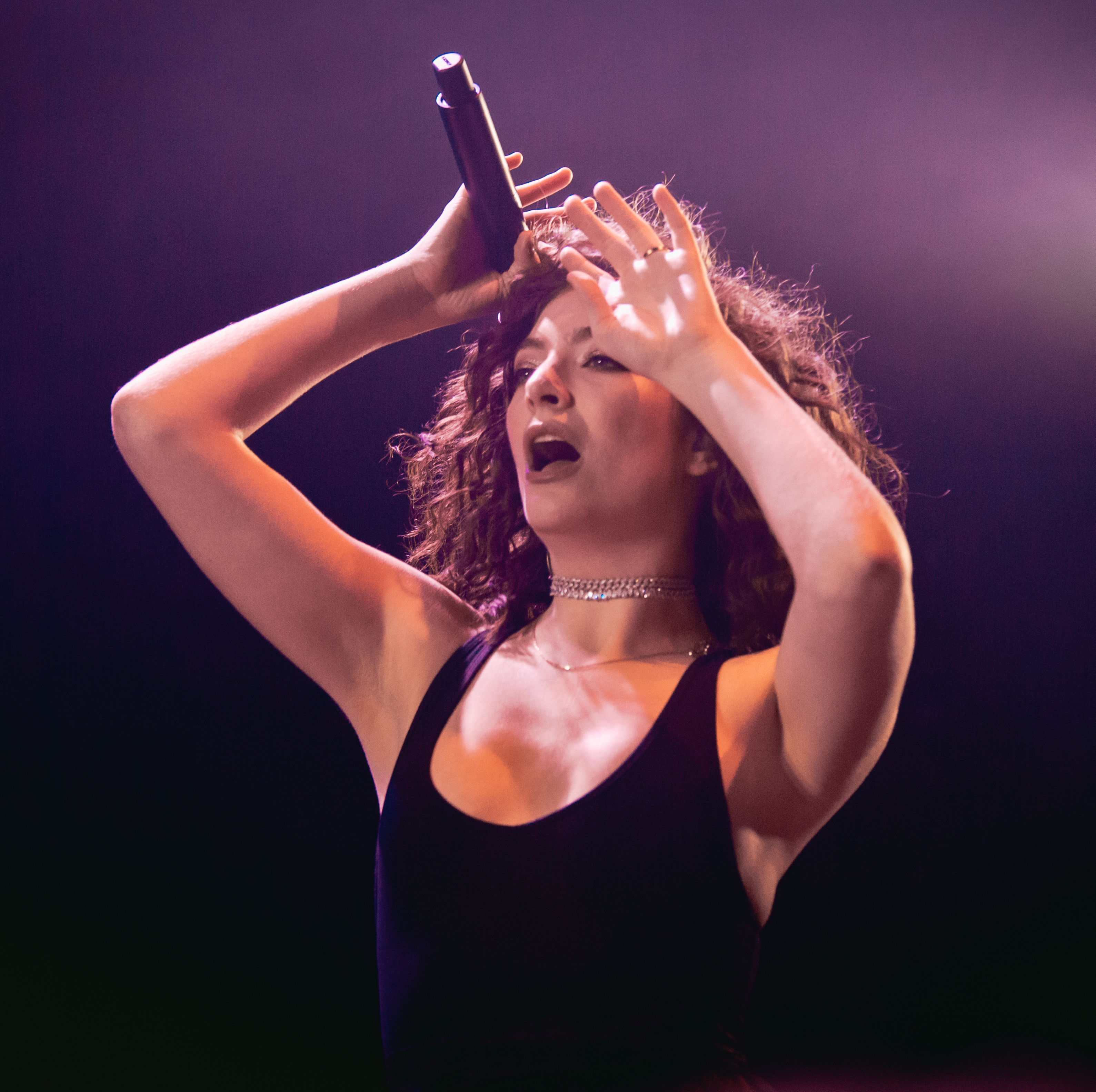
Лорд в 2017 году

За свою карьеру новозеландская певица и автор песен Лорд записала более тридцати песен, включая треки из трёх студийных альбомов, двух мини-альбомов, пять песен для двух кинофильмов и несколько композиций с разными исполнителями.
В ноябре 2012 года Лорд загрузила дебютный мини-альбом The Love Club EP на платформу SoundCloud. Работа включает в себя пять песен, написанных с соавтором Джоэлом Литтлом. В поддержку пластинки был издан дебютный сингл певицы — «Royals».
В сентябре 2013 года состоялся выпуск дебютного студийного альбома Лорд — Pure Heroine. Он состоит из десяти треков, написанных с Джоэлом Литтлом (также продюсер). Работу отмечали за минималистичный дрим-поп и электронный продкшн. Расширенное издание диска пополнилось песнями из The Love Club EP, а также «No Better». В том же году Лорд записала кавер-версию песни «Everybody Wants to Rule the World» британской группы Tears for Fears для саундтрека к фильму «Голодные игры: И вспыхнет пламя». В 2014 году певица записала песню «Easy (Switch Screens)» с американским музыкантом Son Lux для его мини-альбома Alternate Words. К концу года были выпущены четыре песни, записанные для саундтрека к фильму «Голодные игры: Сойка-пересмешница. Часть 1»: Лорд — соавтор трёх из них; четвёртая — кавер-версия «Ladder Song» американской рок-группы Bright Eyes, сочинённая Конором Оберстом. В 2015 году Лорд записала песню «Magnets» с британским дуэтом Disclosure для их второго альбома Caracal.
В июне 2017 года был издан второй студийный альбом Лорд — Melodrama. Он состоит из одиннадцати треков, написанных и спродюсированных с участием Джека Антоноффа, Джоэла Литтла, Эндрю Уайатта, Фрэнка Дюкса и Malay. Работа отличилась от дебюта максималистским поп-звучанием и разнообразием инструментов — в основном преобладает пианино. В том же году Лорд записала песню «Don’t Take the Money» с американской инди-поп группой Bleachers, фронтменом которой является Антонофф, для их второго альбома Gone Now. В августе 2020 года был выпущен третий студийный альбом Лорд — Solar Power. Он состоит из двенадцати треков, написанных и спродюсированных с участием Антоноффа и Malay. В том же году певица поучаствовала в записи двух песен Clairo для её второго альбома Sling. В сентябре Лорд представила третий мини-альбом, Te Ao Mārama, состоящий из пяти песен Solar Power, записанных на языки маори.

## Список песен

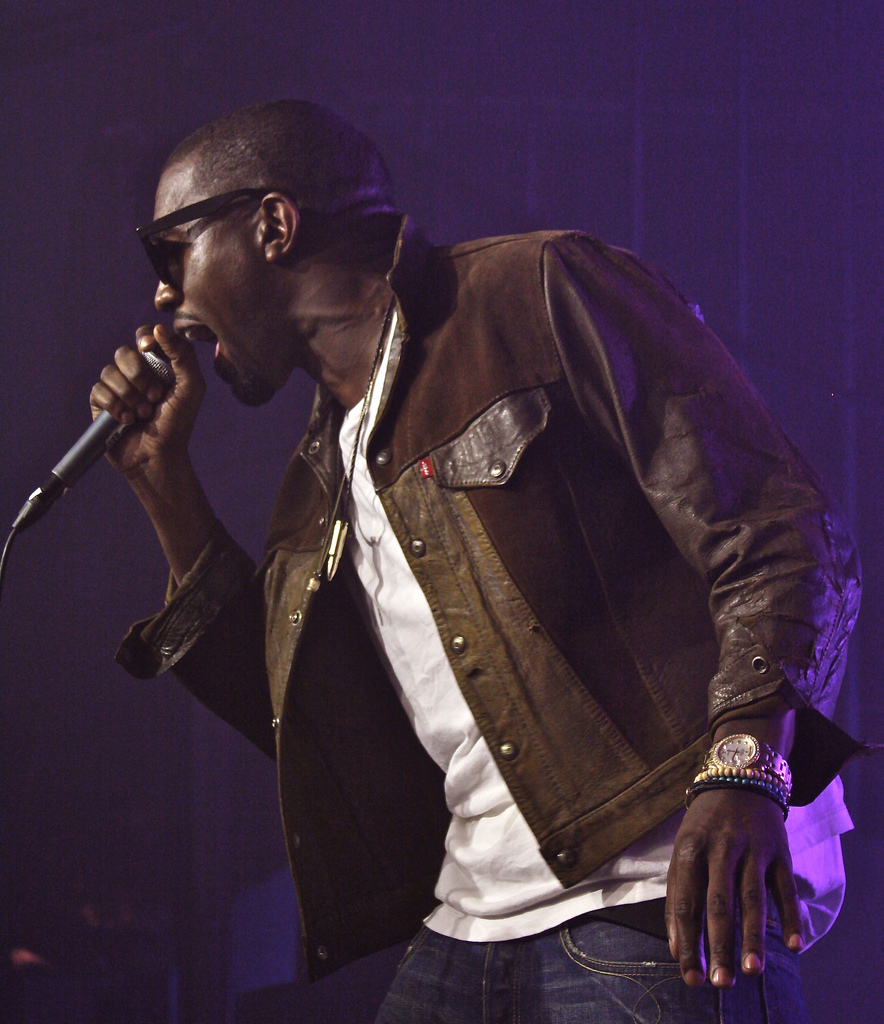
Канье Уэст выступил продюсером «Flicker», переработанной версии «Yellow Flicker Beat» для саундтрека к фильму «Голодные игры»

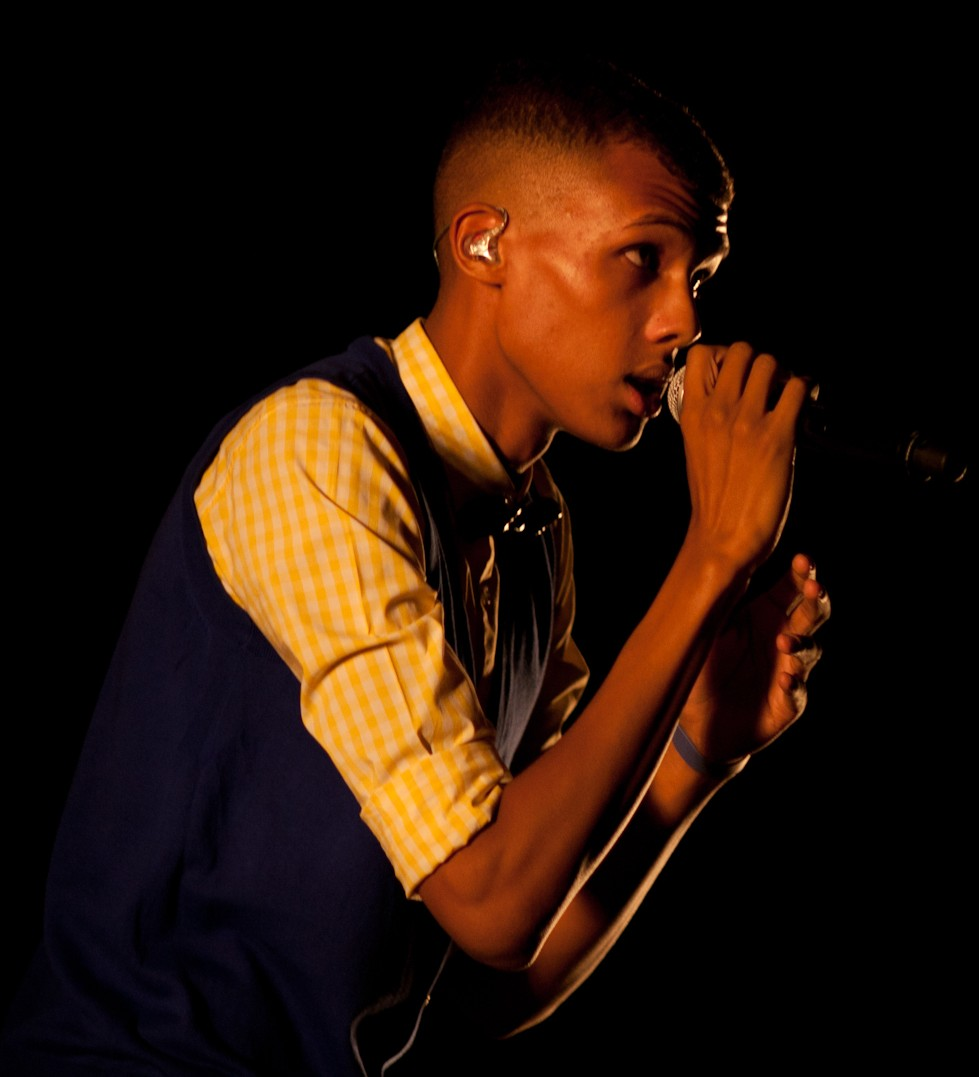
Лорд записала «Meltdown» с Stromae (на изображении) и другими исполнителями

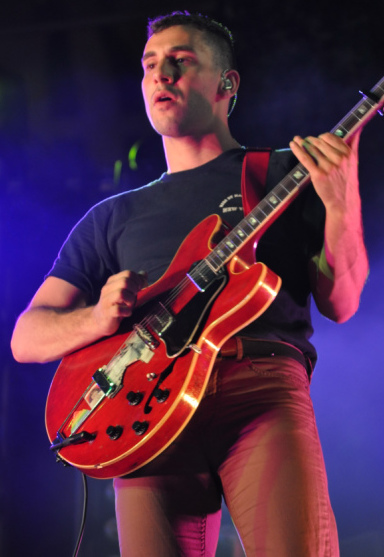
Джек Антонофф выступил главным продюсером Melodrama и Solar Power; он соавтор большинства песен обеих пластинок

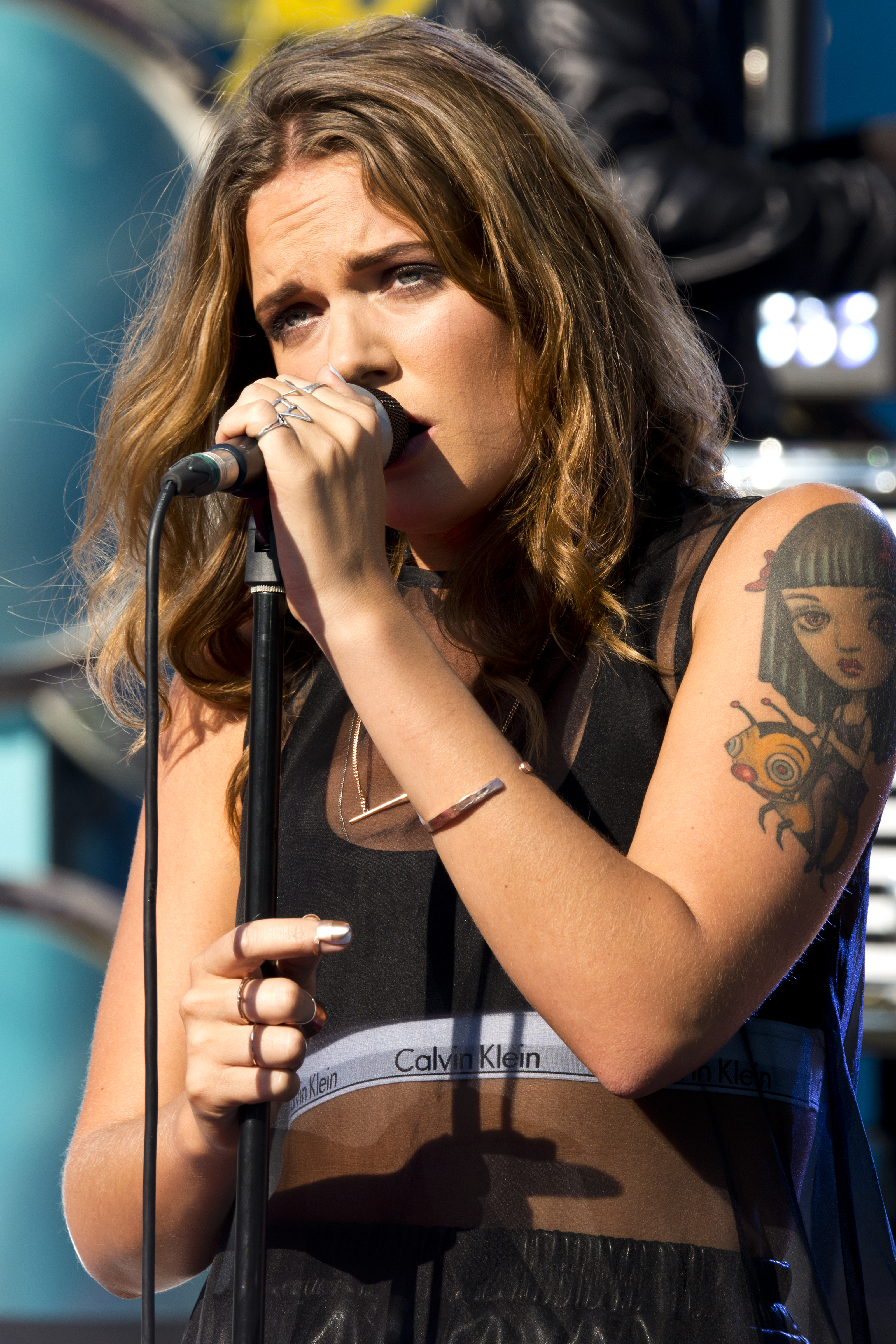
Шведская певица Tove Lo — соавтор «Homemade Dynamite» с Melodrama

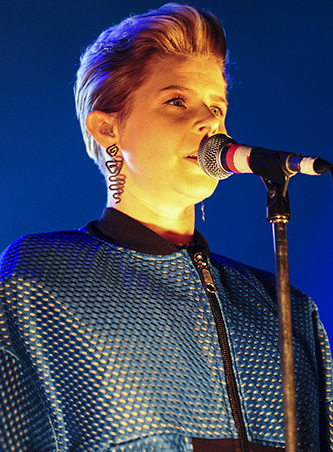
Шведская певица Robyn — соавтор «Secrets from a Girl (Who’s Seen It All)» с Solar Power; она также записала вокальную партию для трека

Синглы выделены жёлтым цветом. Студийные альбомы выделены синим цветом.
 Мини-альбомы и промосинглы выделены оранжевым цветом. Саундтреки выделены зелёным цветом.
| Песня                                                   | Год  | Релиз                                | Автор(ы)                                                                                               | И.                  |
| ------------------------------------------------------- | ---- | ------------------------------------ | --- | ------------------- |
| «400 Lux»                                               | 2013 | Pure Heroine                         | Лорд Джоэл Литтл                                                                                       | [ 6 ]               |
| «Big Star»                                              | 2021 | Solar Power                          | Лорд Джек Антонофф                                                                                     | [ 17 ]              |
| «Biting Down»                                           | 2012 | The Love Club EP                     | Лорд Джоэл Литтл                                                                                       | [ 4 ]               |
| «Blouse»                                                | 2021 | Sling                                | Клэр Коттрил                                                                                           | [ 18 ]              |
| «Bravado»                                               | 2012 | The Love Club EP                     | Лорд Джоэл Литтл                                                                                       | [ 4 ] [ 20 ]        |
| «Buzzcut Season»                                        | 2013 | Pure Heroine                         | Лорд Джоэл Литтл                                                                                       | [ 6 ] [ 21 ]        |
| «California»                                            | 2021 | Solar Power                          | Лорд Джек Антонофф                                                                                     | [ 17 ]              |
| «Dominoes»                                              | 2021 | Solar Power                          | Лорд Джек Антонофф                                                                                     | [ 17 ]              |
| «Don’t Take the Money» (при участии Bleachers)          | 2017 | Gone Now MTV Unplugged               | Лорд Джек Антонофф                                                                                     | [ 22 ] [ 23 ]       |
| «Easy (Switch Screens)» (при участии Son Lux)           | 2014 | Alternate Worlds                     | Райан Лотт                                                                                             | [ 10 ] [ 25 ]       |
| «Fallen Fruit»                                          | 2021 | Solar Power                          | Лорд Джек Антонофф                                                                                     | [ 17 ] [ 26 ]       |
| «Flicker (Kanye West Rework)»                           | 2014 | The Hunger Games: Mockingjay, Part 1 | Лорд Джоэл Литтл Канье Уэст Майк Дин Ноа Голдстайн                                                     | [ 13 ]              |
| «Glory and Gore»                                        | 2013 | Pure Heroine                         | Лорд Джоэл Литтл                                                                                       | [ 6 ] [ 27 ]        |
| «Green Light»                                           | 2017 | Melodrama                            | Лорд Джек Антонофф Джоэл Литтл                                                                         | [ 28 ] [ 15 ]       |
| «Hard Feelings/Loveless»                                | 2017 | Melodrama                            | Лорд Джек Антонофф                                                                                     | [ 15 ]              |
| «Helen of Troy»                                         | 2021 | Solar Power                          | Лорд Джек Антонофф                                                                                     | [ 17 ]              |
| «Hold No Grudge»                                        | 2021 | Solar Power                          | Лорд Malay                                                                                             | [ 17 ]              |
| «Homemade Dynamite»                                     | 2017 | Melodrama                            | Лорд Tove Lo Якоб Йерлстрём Людвиг Содерберг                                                           | [ 15 ]              |
| «Leader of a New Regime»                                | 2021 | Solar Power                          | Лорд Malay                                                                                             | [ 17 ]              |
| «Liability»                                             | 2017 | Melodrama                            | Лорд Джек Антонофф                                                                                     | [ 31 ] [ 15 ]       |
| «Liability (Reprise)»                                   | 2017 | Melodrama                            | Лорд Джек Антонофф                                                                                     | [ 15 ]              |
| «The Louvre»                                            | 2017 | Melodrama                            | Лорд Джек Антонофф                                                                                     | [ 15 ]              |
| «The Love Club»                                         | 2012 | The Love Club EP                     | Лорд Джоэл Литтл                                                                                       | [ 4 ]               |
| «Magnets» (при участии Disclosure)                      | 2015 | Caracal                              | Говард Лоуренс Гай Лоуренс Джимми Нейпс Лорд                                                           | [ 14 ]              |
| «The Man with the Axe»                                  | 2021 | Solar Power                          | Лорд Malay                                                                                             | [ 17 ]              |
| «Meltdown» (при участии Stromae, Pusha T, Q-Tip и Haim) | 2014 | The Hunger Games: Mockingjay, Part 1 | Поль Ван Авер Лорд Джоэл Литтл Камаль ибн Джон Фарид Терренс Торнтон Алана Хайм Эсти Хайм Даниель Хайм | [ 13 ]              |
| «Million Dollar Bills»                                  | 2012 | The Love Club EP                     | Лорд Джоэл Литтл                                                                                       | [ 4 ]               |
| «Mood Ring»                                             | 2021 | Solar Power                          | Лорд Джек Антонофф                                                                                     | [ 17 ] [ 32 ]       |
| «No Better»                                             | 2013 | Pure Heroine                         | Лорд Джоэл Литтл                                                                                       | [ 7 ] [ 33 ]        |
| «Oceanic Feeling»                                       | 2021 | Solar Power                          | Лорд                                                                                                   | [ 17 ]              |
| «The Path»                                              | 2021 | Solar Power                          | Лорд                                                                                                   | [ 17 ]              |
| «Perfect Places»                                        | 2017 | Melodrama                            | Лорд Джек Антонофф                                                                                     | [ 34 ] [ 15 ]       |
| «Reaper»                                                | 2021 | Sling                                | Клэр Коттрил                                                                                           | [ 18 ]              |
| «Ribs»                                                  | 2013 | Pure Heroine                         | Лорд Джоэл Литтл                                                                                       | [ 6 ] [ 35 ]        |
| «Royals»                                                | 2012 | Pure Heroine The Love Club EP        | Лорд Джоэл Литтл                                                                                       | [ 4 ] [ 6 ] [ 37 ]  |
| «Secrets from a Girl (Who’s Seen It All)»               | 2021 | Solar Power                          | Лорд Джек Антонофф Робин Карлссон                                                                      | [ 17 ]              |
| «Sober»                                                 | 2017 | Melodrama                            | Лорд Джек Антонофф                                                                                     | [ 15 ]              |
| «Sober II (Melodrama)»                                  | 2017 | Melodrama                            | Лорд Джек Антонофф                                                                                     | [ 15 ]              |
| «Solar Power»                                           | 2021 | Solar Power                          | Лорд Джек Антонофф                                                                                     | [ 38 ]              |
| «Still Sane»                                            | 2013 | Pure Heroine                         | Лорд Джоэл Литтл                                                                                       | [ 6 ]               |
| «Stoned at the Nail Salon»                              | 2021 | Solar Power                          | Лорд Джек Антонофф                                                                                     | [ 17 ] [ 39 ]       |
| «Supercut»                                              | 2017 | Melodrama                            | Лорд Джек Антонофф                                                                                     | [ 15 ]              |
| «Team»                                                  | 2013 | Pure Heroine                         | Лорд Джоэл Литтл                                                                                       | [ 6 ] [ 40 ]        |
| «Tennis Court»                                          | 2013 | Pure Heroine                         | Лорд Джоэл Литтл                                                                                       | [ 6 ] [ 41 ] [ 42 ] |
| «White Teeth Teens»                                     | 2013 | Pure Heroine                         | Лорд Джоэл Литтл                                                                                       | [ 6 ]               |
| «A World Alone»                                         | 2013 | Pure Heroine                         | Лорд Джоэл Литтл                                                                                       | [ 6 ]               |
| «Writer in the Dark»                                    | 2017 | Melodrama                            | Лорд Джек Антонофф                                                                                     | [ 15 ]              |
| «Yellow Flicker Beat»                                   | 2014 | The Hunger Games: Mockingjay, Part 1 | Лорд Джоэл Литтл                                                                                       | [ 43 ]              |

### Кавер-версии

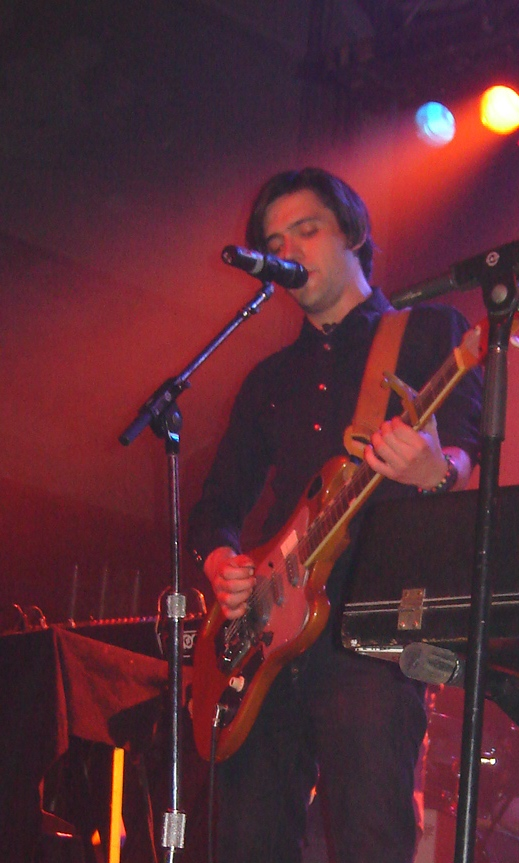
Конор Оберст — автор песни «Ladder Song»

В 2012 году Лорд записала кавер-версию песни «Swingin Party» американской рок-группы The Replacements, написанной Полом Уэстербергом. Оригинальная запись была издана в 1985 году на альбоме Tim. Изначально версия Лорд вышла как би-сайд сингла «Tennis Court», но затем была включена в американское издание The Love Club EP и на расширенную версию дебютного Pure Heroine. В следующем году Лорд записала кавер-версию трека «Everybody Wants to Rule the World» британской группы Tears for Fears — она была включена в саундтрек к фильму «Голодные игры: И вспыхнет пламя». Выпуск пластинки состоялся в ноябре 2013 года. В 2014 году Лорд записала последний в её дискографии кавер — «Ladder Song» американской рок-группы Bright Eyes. Авторство песни принадлежит Конору Оберсту, участнику группы. Оригинальная запись была издана в 2011 году на диске The People’s Key. Версию Лорд включили в саундтрек к фильму «Голодные игры: Сойка-пересмешница. Часть 1».
Студийные альбомы выделены синим цветом. Саундтреки выделены зелёным цветом.
| Песня                               | Год  | Релиз                                | Автор(ы)                                                        | Ориг.                                             | П.           |
| ----------------------------------- | ---- | ------------------------------------ | --------------------------------------------------------------- | ------------------------------------------------- | ------------ |
| «Swingin Party»                     | 2012 | The Love Club EP Pure Heroine        | Пол Уэстерберг                                                  | The Replacements — Tim (1985)                     | [ 42 ] [ 7 ] |
| «Everybody Wants to Rule the World» | 2013 | The Hunger Games: Catching Fire      | Лукас Кантор Крис Хьюз Майкл А. Левин Роланд Орзабал Иэн Стэнли | Tears for Fears — Songs from the Big Chair (1985) | [ 9 ]        |
| «Ladder Song»                       | 2014 | The Hunger Games: Mockingjay, Part 1 | Конор Оберст                                                    | Bright Eyes — The People’s Key (2011)             | [ 13 ]       |